# Len Chappell
Leonard R. Chappell, dit Len Chappell (né le 31 janvier 1941 à Portage en Pennsylvanie et mort le 12 juillet 2018 à Oconomowoc), est un joueur américain de basket-ball.

## Carrière
D’une taille de 2,03 m, Len Chappell fut une star à l'université de Wake Forest, où il fut nommé « ACC Men's Basketball Player of the Year » en 1961 et 1962. Il fut le meilleur marqueur du tournoi ACC de l'histoire jusqu'à ce que le joueur de l'université Duke J. J. Redick le surpasse en 2006. Après sa carrière universitaire, il passa neuf saisons (1962 à 1971) en National Basketball Association sous les couleurs des Syracuse Nationals/76ers de Philadelphie, des Knicks de New York, des Bulls de Chicago, des Royals de Cincinnati, des Pistons de Détroit, des Bucks de Milwaukee, des Cavaliers de Cleveland et des Hawks d'Atlanta. Chappell participa au NBA All-Star Game en 1964 et inscrivit un total de 5621 points en carrière. Il disputa également une saison (1971-1972) avec les Dallas Chaparrals dans la défunte ligue ABA.